# Glis antiquus
Espèce
Glis antiquus est une espèce éteinte de rongeurs de la famille des Gliridae.

## Distribution et époque
La localité type de ce loir est Betfia (ro), en Roumanie. Il vivait à l'époque du Pléistocène.

## Taxinomie
Cette espèce a été décrite pour la première fois en 1930 par le scientifique hongrois Tivadar Kormos.

## Publication originale
(de) Kormos, 1930 : « Diagnosen neuer Säugetiere aus dem Oberpliozänen fauna des Somlyóberges bei Püspökfürdö ». Annales Musei Nationalis Hungarici, vol. 27, p. 237-246 (texte intégral) (consulté le 21 octobre 2013).